# Beast In Black
Beast In Black е финландска пауър метъл група, сформирана през 2015 г. в Хелзинки от китариста и текстописец Антон Кабанен.
Групата е повлияна музикално от групи като Judas Priest, Manowar, W.A.S.P., Accept и Black Sabbath.

## История
Антон Кабанен основава групата през 2015 г., след като напуска групата Battle Beast малко по-рано през същата година. Също както и Battle Beast, името на групата е вдъхновено от японската манга Берсерк.
Beast In Black подписва с лейбъла Nuclear Blast и издава първия си албум, Berserker на 3 ноември 2017 г. Албумът получава много положителни отзиви из цял свят. Достига 7-о място във финландската класация на албуми. Включва се и в класациите на Германия, Великобритания, Швеция, Швейцария и Франция.
На 7 февруари 2018 г. е обявено, че Ате Палокангас ще замени Сами Хенинен като постоянен барабанист. В групата свири и Каспери Хейкинен, бивш китарист в U.D.O. и Amberian Dawn. Вокал на групата е гъркът Янис Пападопулос.
На 21 март 2018 г. е обявено, че Beast In Black ще подгряват Nightwish в европейската част на турнето им Decades: World Tour.
Вторият албум на групата, From Hell With Love, е планиран да бъде издаден на 8 февруари 2019 г. След като издаде албума си, групата планира да тръгне на турне из Европа заедно с финландската индъстриъл метъл група Turmion Kätilöt от 27 февруари до 30 март 2019 г.
Първият концерт на групата в България се провежда на 20 март 2023 г. в София като част от европейско турне.

## Състав
Настоящи членове
- Антон Кабанен – китара, беквокал (2015 – )
- Янис Пападопулос – вокали (2015 – )
- Каспери Хейкинен – ритъм китара (2015 – )
- Мате Молнар – бас (2015 – )
- Ате Палокангас – барабани (2018 – )

Бивши членове
- Сами Хенинен – барабани (2015 – 2018)

- Антон Кабанен
- Янис Пападопулос
- Каспери Хейкинен
- Мате Молнар
- Ате Палокангас

## Дискография

### Студийни албуми
- Berserker (2017)
- From Hell With Love (2019)
- Dark Connection (2021)

### Сингли
- Blind and Frozen (2017)
- Beast in Black (2017)
- Born Again (2017)
- Zodd the Immortal (2017)
- Sweet True Lies (2018)
- Die by the Blade (2019)
- From Hell with Love (2019)
- Moonlight Rendezvous (2021)
- One Night in Tokyo (2021)
- Hardcore (2021)
- Power of the Beast (2024)